# کانتیننتال ایر سرویسز
کانتیننتال ایر سرویسز (به انگلیسی: Continental Air Services, Inc) یک شرکت هواپیمایی است که در تاریخ ۱ آوریل ۱۹۶۵ میلادی تأسیس شده و در تاریخ ۱ سپتامبر ۱۹۶۵ فعالیتش را آغاز کرده‌است.